# Chapelle Sainte-Thérèse-de-l'Enfant-Jésus de Neuville
La chapelle Sainte-Thérèse-de-l'Enfant-Jésus de Neuville, est une chapelle catholique située à Saint-Quentin, dans le département de l'Aisne, en France.

## Description
Les vitraux sont l'œuvre du maître-verrier F. Schutze.

## Historique
Elle est fermée en 2010 pour raison de sécurité, puis mise en vente en 2011. Elle est inscrite en totalité au titre des monuments historiques par arrêté du 11 avril 2022.